# Maurice Bompard

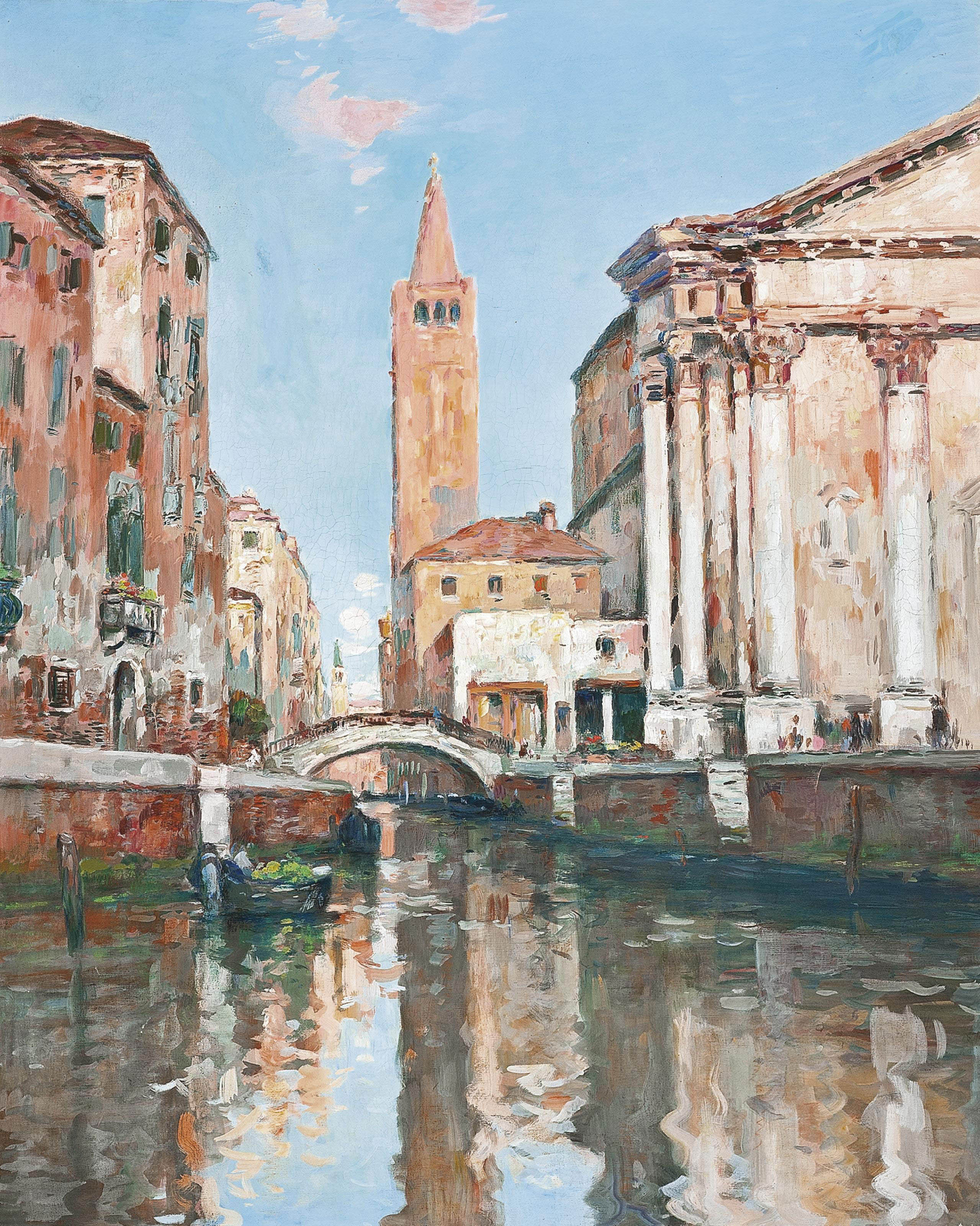
Venedig

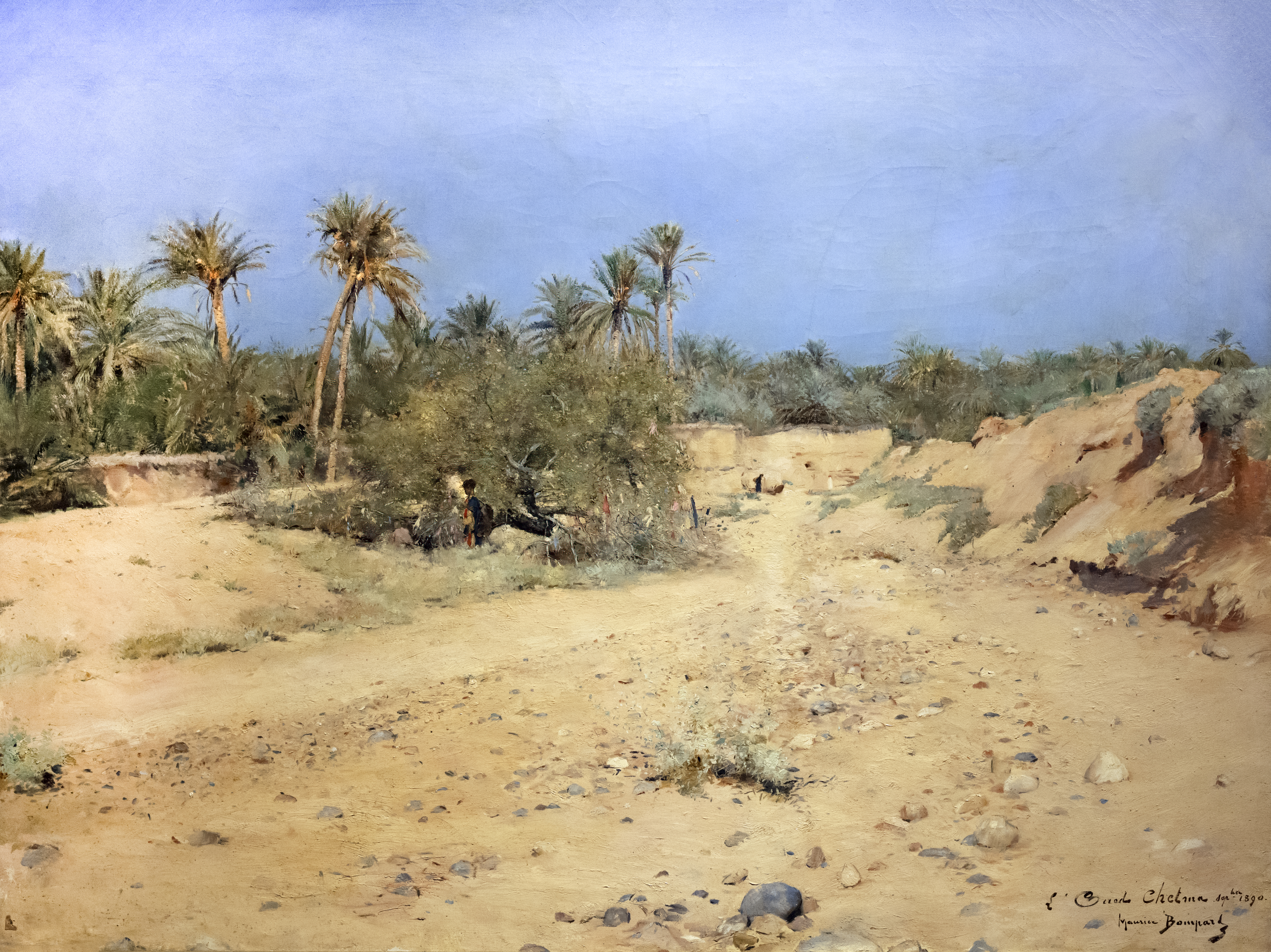
Oued Chetma (Algerien) im Sommer 1890

Maurice Bompard (* 11. Februar 1857 in Rodez; † 1936 in Paris) war ein französischer Maler des Orientalismus.
Im Jahre 1865 zog seine Familie nach Marseille. Maurice Bompard studierte ab 1873 an der Kunstakademie in Marseille bei Dominique Antoine Magaud. Er setzte das Studium an der École des beaux-arts de Paris bei Gustave Boulanger und Jules-Joseph Lefebvre fort. Er debütierte 1878 im Salon des Artistes Français. 1882 erhielt er ein Stipendium, das es ihm ermöglichte, Deutschland, Italien, Tunesien und Spanien zu besuchen. Er heiratete 1889 Amélie Perretti.
Den Zeitraum von März bis Mai 1889 verbrachte er in Biskra in Algerien. Vom Oktober 1889 bis Februar 1890 war er in Sidi Okba und in der Oase Chetma tätig. Von August bis November 1891 besuchte er El Kantara und wieder die  Oase Chetma. Von Juli 1892 bis März 1893 malte er in El Kantara und in M'Chounech. 1893 wurde er Mitbegründer der Société des peintres orientalistes français. Von 1894 bis 1908 malte er von Oktober bis Dezember jedes Jahres Ansichten von Venedig. Nach 1908 war er in Paris als freischaffender Künstler tätig.